# Религиозная сегрегация
Религиозная сегрегация — 1) Социальное разделение людей по признаку их религиозной принадлежности. 2) Разделение на изолированные социальные группы в рамках одной религии согласно традициям этой религии.

## Религиозная сегрегация в мире

### Босния и Герцеговина
В современной Боснии существует жёсткая сегрегация между православными сербами, католиками-хорватами и мусульманами-боснийцами — в сфере образования, в спорте, в муниципалитетах и др. По сути, Босния и Герцеговина не представляет собой единой страны, но три отдельных религиозно-национальных общины со своими правительствами, законодательством, вооружёнными силами и даже валютой.

### Индия
Индийское общество разделено на множество каст и подкаст (аналогичная система или по крайней мере её пережитки существует и в ряде других стран Южной Азии — Пакистане, Бангладеш и даже на юге Афганистана). В индийской кастовой системе существует группа «далитов», которых часто называют «неприкасаемыми», и которые вынуждены заниматься ритуально нечистыми профессиями.
Хотя кастовая система обычно считается атрибутом индуизма, она также была унаследована другими религиями в этом регионе — мусульманами, христианами и сикхами. Касты продолжают сохраняться, особенно в сельской местности, и играть значительную роль в политической жизни Индии. Конституция Индии запрещает кастовое разделение,, однако данное положение Конституции более-менее соблюдается лишь в крупных городах, где кастовые барьеры были сломаны ростом капиталистических отношений.

### Великобритания
Современный Лондон значительно сильнее расколот по религиозному признаку, чем по расовому. 25 % от 7-миллионного населения Лондона живут в религиозных гетто в пригороде.
Мусульмане проживают в боро Ньюэм и Тауэр-Хэмлетс (если в первом это как индопакистанское сообщество, так и чернокожие мусульмане, особенно сомалийцы; то во втором случае мусульманами являются бангладешцы и их потомки), индуисты — в Бренте и Харроу (18 и 26 % соответственно), сикхи — в западной частях и в Ист-Энде, а иудеем является каждый седьмой житель Барнета.
Также мусульман (в основном пакистанцев) немало и в Северо-Западной Англии, а в городе Нельсон (Ланкашир) мусульманами являются 37 % жителей (2-е место по стране после лондонского боро Тауэр-Хэмлетс). Они живут отдельно от английского населения и в обычной жизни пересекаются не так часто.
В центре Бирмингема насчитывается немало сомалийских и южноазиатских микрорайонов (белое население составляет 68 % горожан, стабильно заселяя окраины).
В некоторых районах Манчестера (западные районы Сити оф Манчестер) большинство также составляют мусульмане (пакистанцы, нигерийцы, сомалийцы).

### Саудовская Аравия

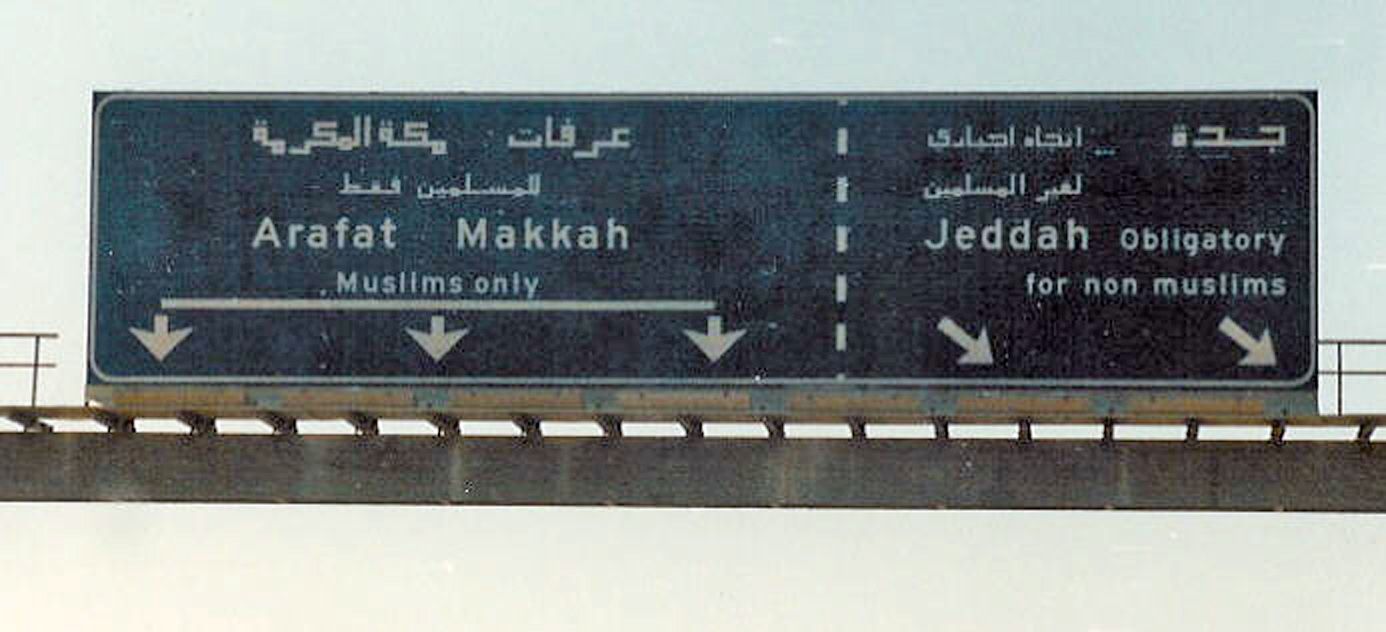
Дорожный указатель на шоссе в Мекку: левая полоса «только для мусульман», тогда как правая «обязательна для немусульман». За поворотом находится пост религиозной полиции, не допускающей в Мекку «неверных».

Священные города Мекка и Медина, которые оба расположены в Саудовской Аравии, вправе посещать только мусульмане. Немусульмане не вправе въезжать в Мекку или проезжать через неё; попытка немусульманина въехать в Мекку может обернуться наказанием, например, штрафом; нахождение в Мекке немусульманина может привести к депортации.
Данное ограничение создало проблемы западным компаниям, предоставляющим услуги в этих городах, поскольку для выполнения работ на их территории им приходится нанимать только мусульман, или находить способы, чтобы их сотрудники-немусульмане могли выполнить работу за пределами этих городов. Компания Bell Canada, предоставлявшая услуги по телефонной связи в Мекке и Медине в 1980-х гг., имела офисы за пределами городов специально для своих сотрудников-немусульман. Компания предстала перед Канадским трибуналом по правам человека в конце 1970-х гг. за дискриминацию при найме на основании религии и пола.

### Египет
Египетское законодательство запрещает мусульманским женщинам выходить замуж за немусульман. Согласно шариату, немусульманин обязан обратиться в ислам, чтобы получить право жениться на мусульманке, ввиду главенства мужа в семье, однако по этой же причине немусульманка может выходить замуж за мусульманина без ограничений.

### Иран
Ислам является официальной религией Ирана, теократической страны во главе с аятоллой. Иран относит немусульман-монотеистов к группе зимми, как официально, так и по обычаям. Согласно Бюро по демократии, правам человека и труду Государственного департамента США, имеются свидетельства о тюремных заключениях, угрозах, досаждениях и дискриминации по религиозному признаку представителей практически всех религиозных меньшинств в стране. В Конституции Ирана, его Уголовном и Гражданском кодексах содержится ряд положений, явно дискриминирующих всех немусульман.